# Hugo Jaeckel
Wilhelm August Hugo Jaeckel (* 11. Mai 1864 in Spandau; † 9. März 1928 in Berlin-Spandau) war ein deutscher Landschafts- und Glasmaler.

## Leben
Hugo Jaeckel war ein Sohn des Spandauer Malermeisters Ernst Friedrich Wilhelm Jaeckel und dessen Ehefrau Hermine Emilie, geb. Neumann. Er erhielt seine Ausbildung von 1881 bis 1884 an der Akademie der Künste in Berlin. Anschließend folgte bis 1888 in München eine Ausbildung in der Glasmalerei. Am 11. März 1889 heiratete er im schlesischen Lauban Charlotte Laura Louise Hedwig Helene Koschwitz (* 5. Dezember 1855 in Lauban), Tochter des Laubaner Seifenfabrikanten Gustav Koschwitz. Dort wurde am 6. August des Jahres der gemeinsame Sohn Werner Hugo geboren, angezeigt beim Standesamt von dem in Lauban wohnhaften „Fabrikbesitzer“ Hugo Jaeckel. Um die Jahrhundertwende ließ er sich dann in seiner Heimatstadt Spandau nieder, wo er hauptsächlich Glasmalereien für Kirchen fertigte, so etwa für die Kirchen in Zerkwitz und Spandau sowie für das Ständehaus in Neuruppin.
Jaeckel kaufte 1895 die Büdnerei B 54 (Heute: Hauptstraße 20) in Althagen, heute Ortsteil von Ahrenshoop, die er zu einem Sommerhaus mit Atelier umgestaltete. Er gehörte wie Paul Müller-Kaempff (1861–1941), Elisabeth von Eicken (1862–1940), Friedrich Wachenhusen (1859–1925) oder Anna Gerresheim (1852–1921) zur Gründergeneration der Künstlerkolonie Ahrenshoop. In Althagen entstanden vorwiegend Landschaftsbilder, die das Fischland und den Darß zum Inhalt hatten. 1916 verkaufte er das Haus an den Berliner Photochemiker und Physiker Adolf Miethe, der es als Geschenk für seine Tochter Käthe erwarb.

„Er besaß ein großes Haus in der Stadt; dieses kleine sollte nur der Standort seines Sommers sein, der aus Segeln und Angeln und Jagen bestand und auch aus Malen. Er nannte sich Maler und hat zuzeiten gemalt. Aber er setzte seinen Stolz darein, daß seine Bilder nicht käuflich zu erwerben waren.“

„Man erzählte sich von ihm, daß er gern tagelang mit seinem Boot auf dem Wasser gelegen und sich herzlich wenig bemüht hätte, als Künstler bekannt zu werden und auf Ausstellungen mit Werken hervorzutreten.“

Am 9. März 1928 verstarb Hugo Jaeckel in seiner Wohnung in der Neuendorfer Straße 105 in Spandau. In den Berliner Adressbüchern wurde er noch bis zum Jahr 1933 als Landschaftsmaler in Berlin-Spandau aufgeführt. Sein Sohn Werner Hugo blieb während des Ersten Weltkrieges als Oberleutnant zur See auf dem Torpedoboot S 35 während der Skagerrakschlacht am 31. Mai 1916 auf See.

## Werke (Auswahl)
- Hohes Ufer. (Öl/Lwd.)
- Dorflandschaft. (Öl/Lwd.)
- Boddenlandschaft (Haus mit Anlegesteg). (Öl/Lwd.)
- Norddeutscher Bauernhof. (Öl/Karton)
- Norddeutscher Bauernhof unter alten Bäumen. (Öl/Lwd./Karton)
- Letzter Schnee am alten Katen. (Öl/Karton)
- Ahrenshooper Vorgarten mit Stockrosen. (Öl/Karton)
- Sommerliche Dorfstraße mit Personenstaffage. (Öl/Karton)
- Weg nach Althagen. (Öl/Lwd.)
- Sommerwiesen am Meer. (Aquarell)
- Hohes Ufer in Ahrenshoop. (Aquarell)
- Märkische Wasserlandschaft mit bewaldeten Ufern. (Öl/Lwd.)
- Bäume am Ostseestrand. (Aquarell)
- Bauernhaus in Althagen auf dem Darss. (Öl/Platte)
- Entenfamilie am Seeufer. (Öl/Lwd.)